# Berberis microcarpa
Berberis microcarpa là một loài thực vật có hoa trong họ Hoàng mộc. Loài này được Warsz. mô tả khoa học đầu tiên năm 1852.